# 992-es busz (Budapest)
A budapesti 992-es jelzésű éjszakai autóbusz Cinkotai autóbuszgarázs és Gödöllő HÉV-állomás megállóhelyek között közlekedik. A járat a H8-as HÉV vonalával párhuzamos útvonalon halad, tulajdonképpen annak éjszakai megfelelője a 908-as busszal együtt. Az autóbuszvonal feltárja Kistarcsa, Kerepes, Szilasliget, Mogyoród és Gödöllő térségét. Éjszakánként egyetlen járatpár közlekedik MAN Lion’s City típusú buszokkal. A vonalat a MÁV Személyszállítási Zrt. üzemelteti.

## Története
A 992-es 2005. szeptember 1-jétől szolgálati járatokat kiváltva közlekedik Cinkota HÉV-állomás és Gödöllő HÉV-állomás között.
2007. január 12-én módosult a járatpár menetrendje.
A 2008-as hálózatátszervezés a 992-es vonalat nem érintette.
2012-ben útvonalának Budapesten belüli szakasza hosszabbodott, már egészen a Cinkotai Autóbuszgarázsig jár, ám ennek köszönhetően ez a járat is megteszi az „ilonatelepi kör” egy részét.
2016. november 1-jétől a Volánbusz üzemelteti MAN Lion’s City típusú autóbuszokkal. Korábban a BKV Cinkotai garázsának Ikarus 260-as buszai jártak a vonalon.
2019 szilveszteréről 2020-ra virradóan a H8-as HÉV éjszakai üzeme miatt nem közlekedett.

## Útvonala
| Gödöllő felé | Cinkotai autóbuszgarázs felé |
| --- | --- |
| Cinkotai autóbuszgarázs vá. – Bökényföldi út – Cinkotai út – Simongát utca – Vidámvásár utca – Szabadföld út – 3. sz. főút – Szabadság útja – Kistarcsa, kórház – Szabadság útja – Kerepes, Mogyoródi utca – Szilasliget, Sólyom utca – Béke utca – József Attila utca – Kemping előtti buszforduló – József Attila utca – Béke utca – Sólyom utca – Mogyoródi utca – Szabadság út – 3. sz. főút – Mogyoród, Gödöllői út – Mogyoród, HÉV-állomás – Gödöllői út – 3. sz. főút – Gödöllő, Szabadság út – Táncsics Mihály utca – Kossuth Lajos utca – Dózsa György út – Szabadság tér – Szabadság út – Állomás út – Gödöllő H vá. | Gödöllő H vá. – Állomás út – Palotakert – Szabadság út – Szabadság tér – Dózsa György út – Kossuth Lajos utca – Táncsics Mihály utca – Szabadság út – 3. sz. főút – Mogyoród, Gödöllői út – Mogyoród, HÉV-állomás – Gödöllői út – 3. sz. főút – Kerepes, Szabadság út – Mogyoródi utca – Szilasliget, Sólyom utca – Béke utca – József Attila utca – Kemping előtti buszforduló – József Attila utca – Béke utca – Sólyom utca – Kerepes, Mogyoródi utca – Szabadság útja – felüljáró – Kistarcsa, Kórház – 3. sz. főút – Szabadföld út – Vidámvásár utca – Simongát utca – Cinkotai út – Bökényföldi út – Cinkotai autóbuszgarázs vá. |

## Megállóhelyei
| 0                                       | Cinkotai autóbuszgarázs végállomás                    | 53 | 908, 908A, 968, 996, 996A, 998 |
| 2                                       | Erdei bekötőút                                        | 50 | 908, 908A                      |
| 5                                       | Nagytarcsai út                                        | 47 | 908, 908A                      |
| 6                                       | Vidámvásár utca (Georgina utca) (↓) Georgina utca (↑) | 46 | 908, 908A                      |
| 8                                       | Cinkota H                                             | 45 | 908, 908A                      |
| 9                                       | Ilonatelep H                                          | 43 | 908, 908A                      |
| 11                                      | Cinkotai köztemető                                    | 41 |                                |
| 12                                      | Raktárak                                              | 40 |                                |
| Budapest–Kistarcsa közigazgatási határa |                                                       |    |                                |
| 14                                      | Kistarcsa, kórház H                                   | 38 |                                |
| 16                                      | Kistarcsa H                                           | 36 |                                |
| 18                                      | Zsófialiget H                                         | 35 |                                |
| Kistarcsa–Kerepes közigazgatási határa  |                                                       |    |                                |
| 19                                      | Kerepes H                                             | 34 |                                |
| 21                                      | Szilasligeti elágazás (↓) Kerepes, Szabadság útja (↑) | 31 |                                |
| 23                                      | Szilasliget, Posta                                    | 28 |                                |
| 24                                      | Szilasliget, Wesselényi utca                          | 27 |                                |
| 25                                      | Szilasliget, Szondi utca                              | 27 |                                |
| 26                                      | Szilasliget, kemping                                  | 26 |                                |
| 27                                      | Szilasliget, Szondi utca                              | 25 |                                |
| 27                                      | Szilasliget, Wesselényi utca                          | 25 |                                |
| 28                                      | Szilasliget, Posta                                    | 24 |                                |
| 31                                      | Kerepes, Szabadság útja (↓) Szilasligeti elágazás (↑) | 21 |                                |
| Kerepes–Mogyoród közigazgatási határa   |                                                       |    |                                |
| 39                                      | EGIS-telep (Szentjakab H)                             | 13 |                                |
| 41                                      | Mogyoród H                                            | 12 |                                |
| 42                                      | EGIS-telep (Szentjakab H)                             | 10 |                                |
| Mogyoród–Gödöllő közigazgatási határa   |                                                       |    |                                |
| 50                                      | Gödöllő, Szökőkút (↓) Gödöllő, Szabadság tér H (↑)    | 2  |                                |
| 50                                      | Gödöllő, Szabadság tér H                              | ∫  |                                |
| 51                                      | Gödöllő, Palotakert H                                 | 1  |                                |
| 53                                      | Gödöllő H végállomás                                  | 0  |                                |

Jegyek és bérletek érvényessége:
Vonaljegy, Budapest-bérlet és Budapest-jegyek: Cinkotai autóbuszgarázs – Kistarcsa, kórház H
HÉV-bérletek a feltüntetett viszonylatban